# Sebastocràtor
El sebastocràtor (del grec σεβαστοκράτωρ, sebastokràtor) va ser un títol establert per l'emperador romà d'Orient Aleix I Comnè, al segle xii i que també van portar membres de la reialesa d'estats fronterers a l'Imperi Romà d'Orient: l'Imperi Búlgar i l'Imperi Serbi. La forma femenina és sebastocratoressa.

## Origen i evolució
A l'Imperi Romà d'Orient el títol de kaisar, adaptació del romà cèsar, en un començament reservat a l'emperador o al seu hereu, s'havia atorgat en excés, en haver estat emprat tant per denominar un alt príncep de sang reial, com per referir-se a un regent o a un emperador. El kaisar rebia una corona sense creu i era inferior en rang al patriarca de Constantinoble, però la seva utilització excessiva va portar a Aleix I Comnè a establir aquest nou títol, purament honorífic, que derivava d'una combinació de sebast i autocràtor, un neologisme que significava "regent majestuós". El primer dels components, σεβαστός, (sebast, «el venerable»), s'havia emprat com a equivalent del títol romà august. El segon component, αὐτοκράτωρ (autokràtōr, «màxima autoritat»), s'havia emprat com a equivalent al terme romà imperator («emperador»). La intenció d'Aleix Comnè era remarcar només un parentiu amb l'emperador i, per tant, sebastocràtor volia dir «pertanyent a la família reial»; rebre el títol no implicava tenir cap poder ni anava lligat a cap responsabilitat en el govern imperial.
El primer a ser adjudicat va ser el germà petit d'Aleix I Comnè, el príncep Isaac Comnè. Segons narra en la seva crònica Anna Comnena, Aleix va fer això per elevar Isaac per damunt del rang de cèsar, títol que ja havia promès al seu cunyat Nicèfor Melissè. Anna Comnena compara la dignitat de sebastocràtor amb la d'un «segon emperador», i explica que, ajuntament al cèsar, el sebastocràtor tenia dret a portar corona, encara que no era la mateixa que duia l'emperador. Durant el govern dels emperadors de la dinastia dels Comnens (1081–1185), el títol va continuar sent considerat com el més important després del de l'emperador. A partir del 1163, quan l'emperador Manuel I Comnè va crear el títol de dèspota, la gradació no va quedar tan clara. Llavors el títol es va donar exclusivament a membres de la família imperial, principalment als fills que no eren el primogènit.
Amb la desaparició de l'Imperi Romà d'Orient per l'ocupació dels membres de la Quarta Croada el 1204, el títol fou adoptat per l'Imperi Llatí, l'Imperi de Nicea i l'Imperi Búlgar. L'emperador de Nicea va restaurar l'Imperi Romà d'Orient l'any 1261 i el títol va esdevenir una de les dignitats més importants d'aquesta cort i, com en l'època de Manuel I, es va restringir als membres de la família imperial. El darrer investit amb aquest títol fou Demetri I Cantacuzè, governant del Peloponès a finals del segle xiv que, a més, tenia el títol de dèspota.

## Símbols i prerrogatives
El color distintiu relacionat a aquest títol era el blau. El vestit cerimonial d'un sebastocràtor incloïa mitges blaves i sabates del mateix color. Vers el 1260, segons diu Jordi Acropolita, els sebastocràtors que eren membres de la família imperial es distingien dels altres amb el brodat a la seva túnica de l'àguila imperial i també en les seves sabates. En l'època del Pseudo-Kodinos, a mitjan segle xiv, les aguiles brodades sobre un fos vermell, van ser l'emblema de tots. Segons aquest compilador, en el cerimonial havien de portar una túnica o clàmide (χλαμΰς) i una corona (στέφανος, stéfanos) decorada amb or i roba de color roig. El sebastocràtor tenia la prerrogativa de signar documents amb una tinta especial de color blau.